# Otocinclus
Otocinclus (Отоцинклюс) — рід риб триби Hypoptopomatini з підродини Hypoptopomatinae родини Лорікарієві ряду сомоподібні. Має 19 видів. Інша назва «карликова присоска». Наукова назва походить від грецького слова oto, тобто «вухо», та латинського слова cinclus — «ґратчастий».

## Опис
Загальна довжина представників цього роду коливається від 2,4 до 5,5 см. Голова дещо сплощена зверху. На голові з боків присутні отвори. Рот нагадує присоску. Очі середнього або великого розміру. Тулуб витягнутий, стрункий, вкрито дрібними кістковими пластинками, але на череві кісткові пластини чергуються з вільними від них зонами. У цих сомів поєднання між стравоходом і шлунком може розширюватися у збільшений, кільцеподібний дивертикул, що дозволяє дихати повітрям. Спинний плавець доволі високий, з 1-2 шипами. Жировий плавець відсутній. Грудні плавці витягнуті. Черевні плавці трохи поступаються останнім. Анальний плавець менший за спинний, з 1 шипом. У поперечному розрізі хвостове стебло прямокутне. Хвостовий плавець витягнутий, з виїмкою або розрізаний.
Забарвлення коливається від сріблястого й світло-сірого до чорного. По тілу можуть проходити поздовжні та поперечні світлі або коричневі смужки, також плями на плавцями різної форми.

## Спосіб життя
Це демерсальні риби. Зустрічаються в лісових струмках і заливних луках з каламутною або чорною водою з помірною течією, поблизу поверхні. У місцях проживання цих сомів багато рослинності, під листами яких люблять «висіти» сомики. Завдяки особливій будові організму здатні дихати повітрям. Випускають повітря через зябра і рот. Після повернення на дно, рибам не потрібно прокачувати щічні порожнини, оскільки вони здатні поглинати кисень з проковтнутого повітря.
Тримаються зазвичай косяками. Деякі види (O. macrospilus) обожнюють подорожувати серед коренів плавучої рослинності, які можуть утворювати цілі острівці. Тримаються піщаного або земляного дна. Активні вдень. Живляться детритом, перифітоном і м'якими водоростями.
Самиця відкладає кладку з ікри. Проте самець і самиця не піклуються про неї. Через 3-4 дні з'являються мальки, а ще через 2-3 дні мальки самостійно плавають.

## Розповсюдження
Мешкають у річках Бразилії, Колумбії, Венесуели, Перу, Еквадора, Болівії, Парагвая.

## Тримання в акваріумі
Це популярні акваріумні рибки. Потрібна ємність від 60 літрів. На дно насипають дрібний пісок темних тонів і поміщають як декорації невеликі корчі та каміння. Необхідно 50 % площі засадити рослинами з широким листям. Вітаються й плаваючі на поверхні рослини з довгими корінцями.
Неагресивні риби. Містять групою від 10 особин. Сусідами можуть бути дрібні харацинові — нанностомуси, аксельрод, а також хастатуси і хабросуси. У великих ємностях отоцинклюси знайдуть самі чим прогодуватися. Залишається їх тільки підгодовувати шматочками свіжих овочів і таблетками (чипсами) для рослиноїдних сомів. З технічних засобів знадобиться внутрішній фільтр середньої потужності для створення помірної течії, компресор. Температура тримання повинна становити 20-25 °C.

## Види
- Otocinclus arnoldi
- Otocinclus batmani
- Otocinclus bororo
- Otocinclus caxarari
- Otocinclus cocama
- Otocinclus flexilis
- Otocinclus hasemani
- Otocinclus hoppei
- Otocinclus huaorani
- Otocinclus juruenae
- Otocinclus macrospilus
- Otocinclus mangaba
- Otocinclus mariae
- Otocinclus mimulus
- Otocinclus mura
- Otocinclus tapirape
- Otocinclus vestitus
- Otocinclus vittatus
- Otocinclus xakriaba